# U-431
Unterseeboot 431 foi um submarino alemão do Tipo VIIC, pertencente a Kriegsmarine que atuou durante a Segunda Guerra Mundial.

## Comandantes
| Comandante                | Data                                           |
| ------------------------- | ---------------------------------------------- |
| Kptlt. Wilhelm Dommes     | 5 de abril de 1941 - 6 de janeiro de 1943      |
| Oblt. Dietrich Schöneboom | 15 de dezembro de 1942 - 21 de outubro de 1943 |

## Subordinação
Durante o seu tempo de serviço, esteve subordinado às seguintes flotilhas:
| Período                                      | Flotilha                                   |
| -------------------------------------------- | ------------------------------------------ |
| 5 de abril de 1941 - 1 de julho de 1941      | 3. Unterseebootsflottille (treinamento)    |
| 1 de julho de 1941 - 31 de dezembro de 1941  | 3. Unterseebootsflottille (serviço ativo)  |
| 1 de janeiro de 1942 - 21 de outubro de 1943 | 29. Unterseebootsflottille (serviço ativo) |

## Operações conjuntas de ataque
O U-431 participou das seguinte operações de ataque combinado durante a sua carreira:
- Rudeltaktik Brandenburg (15 de setembro de 1941 - 1 de outubro de 1941)